# Merseburg
Merseburg is een stad in het zuiden van de deelstaat Saksen-Anhalt in Duitsland, op 20 km ten zuiden van Halle. Merseburg telt 33.593 inwoners.. Merseburg is Kreisstadt van de Landkreis Saalekreis.

## Indeling gemeente

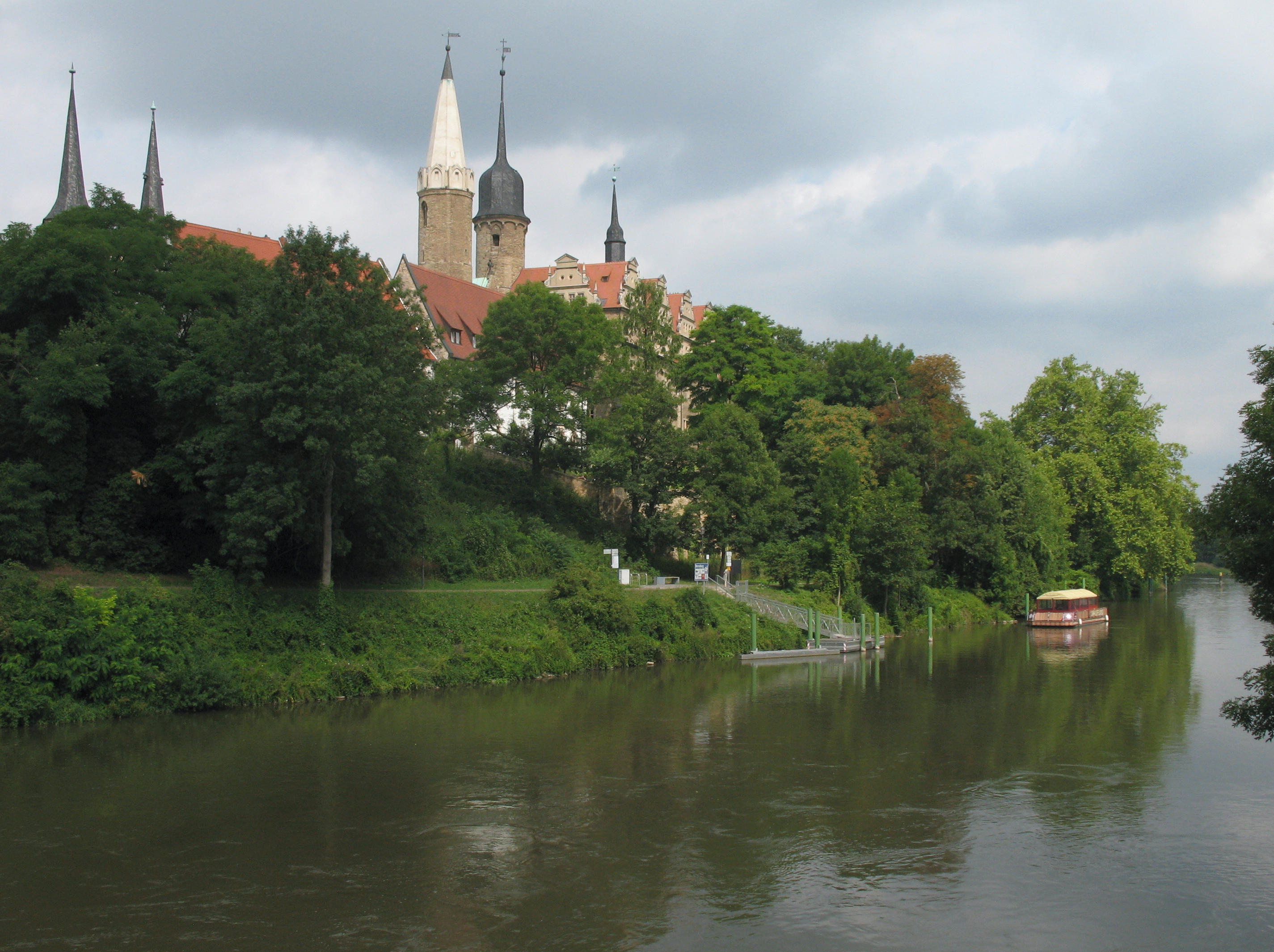
Saale

De volgende Ortsteile maken deel uit van de gemeente:
- Merseburg
- Annemariental
- Atzendorf
- Beuna
- Blösien
- Elisabethhöhe
- Freiimfelde
- Geusa
- Kötzschen
- Meuschau
- Neumarkt
- Trebnitz
- Gut Werder
- Zscherben

## Geschiedenis
Merseburg werd rond 830 voor het eerst genoemd als Mersiburg. De plaats is vooral gegroeid doordat het bisdom Merseburg werd gesticht door keizer Otto I in 968.
In 1994 werden Merseburg en Querfurt samengevoegd tot het district Saalekreis.

### Mythologie
In 1841 ontdekte de historicus Georg Waitz in de bibliotheek van de dom van Merseburg teksten met twee gebeden- of toverspreuken uit de Germaanse mythologie. De beroemde taalkundige Jacob Grimm, die de tekst in 1842 uitgaf, vernoemde ze naar de vindplaats, de Merseburger toverspreuken. Tot nu toe zijn het de oudste Duitse teksten over het heidendom, ze zijn waarschijnlijk opgetekend aan het eind van de tiende eeuw in het Oudhoogduits.

### Leninbeeld
In 1997 liet de Nederlandse ondernemer Henk Koop een reusachtig standbeeld van Lenin uit de Duitse plaats Merseburg halen en op het erf van zijn bedrijf in Tjuchem neerzetten, naar eigen zeggen als waarschuwing tegen het communisme. In maart 2010 werd het 9 meter hoge Leninbeeld van Henk Koop vanuit Tjuchem verplaatst naar Fontana Bad Nieuweschans, waar het een plek kreeg bij het bronnenbad. In 2019 vond een nieuwe eigenaar het daar niet meer passen en het beeld werd nu verplaatst naar een non-descript bedrijventerrein bij Zuidbroek naast een afgebrande loods. In 2023 werd het beeld weer teruggeplaatst naar zijn oorspronkelijke locatie in Tjuchem.

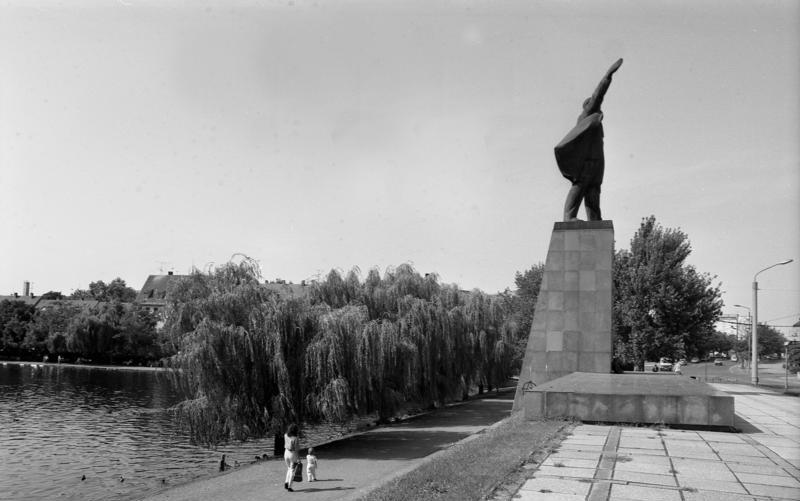
Leninbeeld op zijn oorspronkelijke locatie in Merseburg (1991)
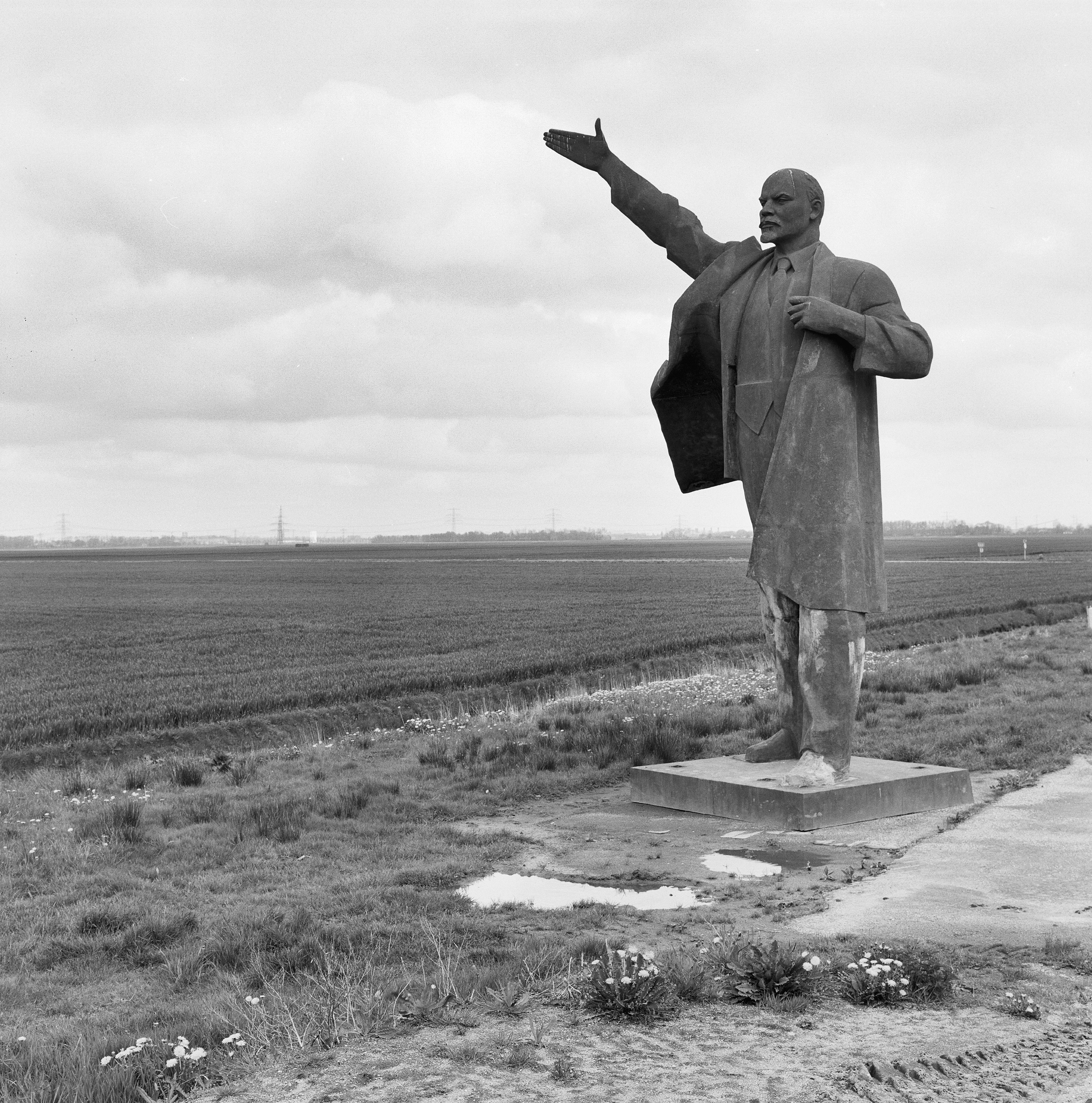
Leninbeeld in Tjuchem (1998)
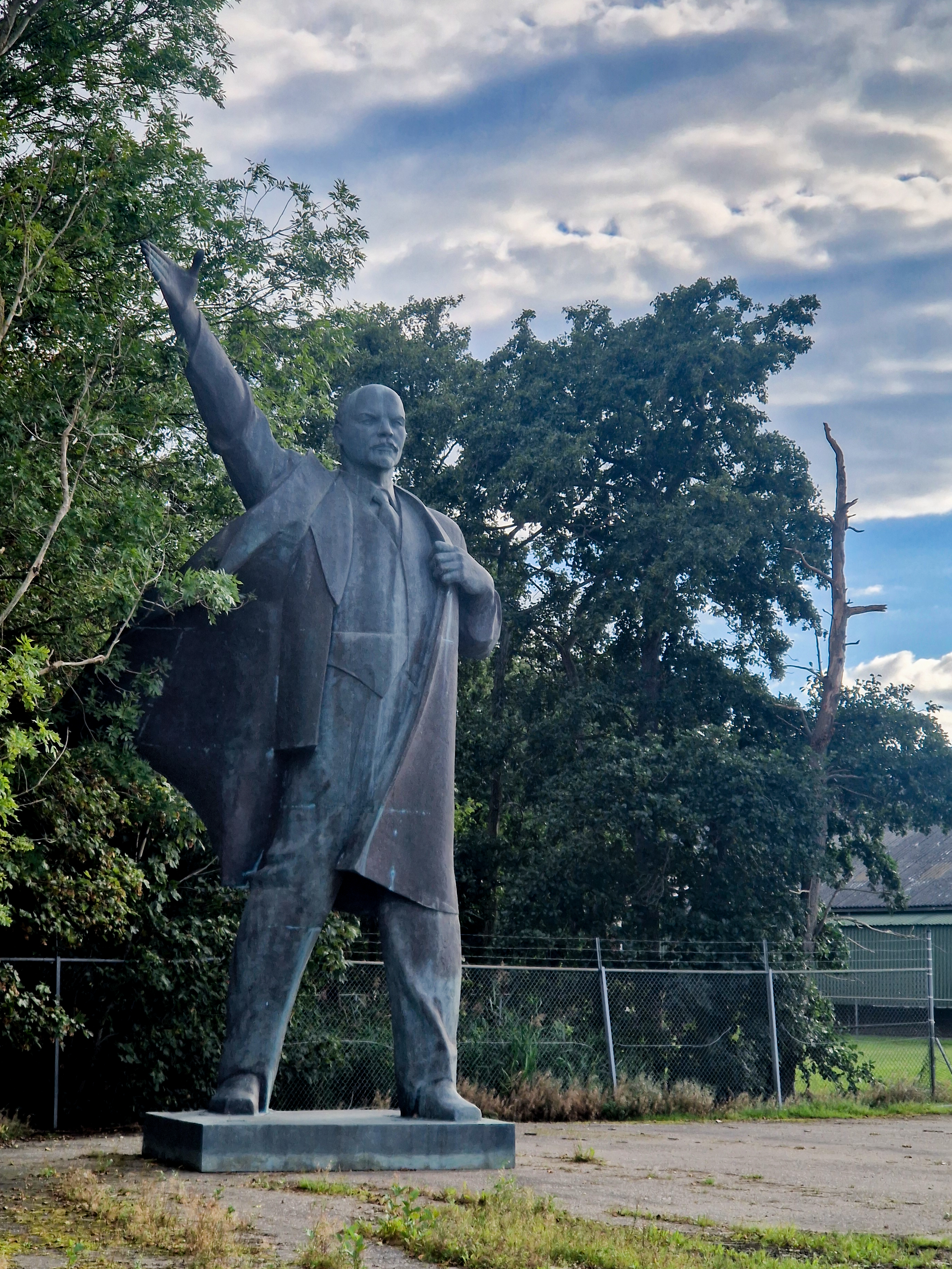
Het beeld op het terrein in Tjuchem in 2024

## Geboren
- Elisabeth Schumann (1888–1952), sopraan
- Klaus Tennstedt (1926-1998), dirigent
- Peter Adeberg (23 mei 1968), schaatser
- Jawed Karim (28 oktober 1979), internetondernemer

Bad Dürrenberg ·
Bad Lauchstädt ·
Barnstädt ·
Braunsbedra ·
Farnstädt ·
Kabelsketal ·
Landsberg ·
Leuna ·
Merseburg ·
Mücheln (Geiseltal) ·
Nemsdorf-Göhrendorf ·
Obhausen ·
Petersberg ·
Querfurt ·
Salzatal ·
Schkopau ·
Schraplau ·
Steigra ·
Teutschenthal · 
Wettin-Löbejün